# Dranse (Haute-Savoie)
Pour les articles homonymes, voir Dranse.
Cet article concerne la rivière française. Pour la rivière suisse, voir Drance (Valais).
La Dranse est une rivière française, du département de la Haute-Savoie, dans la région Auvergne-Rhône-Alpes, qui se jette dans le Léman dont elle est le second plus important affluent après le Rhône.

## Étymologie
Le nom Dranse vient d'un ancien *Drantia, basé sur l'hydronyme dur-, dora et le suffixe -antia.

## Géographie
Elle est issue de la réunion, environ neuf à dix kilomètres en amont du delta, à peu près au même endroit, de trois rivières de montagne provenant des monts du Haut-Chablais.
- à l'est, la Dranse d'Abondance qui irrigue le Val d'Abondance et traverse les communes d'Abondance et de Châtel ;
- au sud, la Dranse de Morzine qui traverse, Morzine, Saint-Jean-d'Aulps et les gorges du Pont-du-Diable ;
- à l'ouest, le Brevon, aussi appelé Dranse de Bellevaux qui vient du roc d'Enfer et traverse le lac de Vallon et les villages de Bellevaux, Vailly et Reyvroz.

La Dranse d'Abondance est considérée comme partie supérieure du cours de la rivière Dranse. La Dranse de Morzine est dès lors son affluent (voir note).
La Dranse se jette dans le Léman en formant un delta, intégré dans la réserve naturelle du delta de la Dranse, situé à l'est de Thonon-les-Bains, sur une surface de 53 hectares.
La longueur de son cours est de 49,3 km.
La Dranse est réputée pour le kayak de rivière, le canotage et le rafting.

### Communes et cantons traversés
Feternes, Marin, Thonon

## Installations
L'usine hydroélectrique de Bioge.

## Hydrologie
La Dranse est une rivière très abondante, comme tous les cours d'eau issus des massifs préalpins.

### La Dranse à Reyvroz
Son débit a été observé sur une période de 97 ans (1906-2003), à Reyvroz, localité du département de la Haute-Savoie située sur la rive sud du Léman au niveau de son débouché dans le lac. Le bassin versant de la rivière y est de 495 km2 (soit sa totalité) ce qui ne dépasse pas l'équivalent de trois fois la superficie de la commune de Paris.
Le débit moyen inter-annuel de la rivière à Reyvroz est de 19,60 m3/s.
La Dranse a un régime typiquement nival, avec cependant une petite composante pluviale. Elle présente des fluctuations saisonnières de débit bien marquées, comme de règle au sein des cours d'eau alpins. Les hautes eaux se déroulent au printemps et sont dues essentiellement à la fonte des neiges. Elles s'accompagnent de débits mensuels moyens allant de 30 à 40 m3/s, d'avril à juin inclus (avec un maximum en mai). Dès fin juin, le débit baisse brusquement ce qui mène très vite aux basses eaux. Celles-ci ont lieu de fin juillet à fin février et affichent un débit toujours solide, oscillant entre 12,7 et 17,1 m3/s, avec un plancher de 12,7 m3/s en août, et coupé d'un léger "sommet" en novembre, lié aux pluies d'automne. Mais les fluctuations sont bien plus prononcées sur de courtes périodes et selon les années.

### Étiage ou basses eaux
À l'étiage, le débit d’étiage peut chuter jusque 2,5 m3/s, en cas de période quinquennale sèche, ce qui est assez bas, mais normal dans la région des Alpes et des Préalpes.

### Crues
Les crues peuvent être très importantes, quoique sans commune mesure avec certains cours d'eau du midi, comme les rivières cévenoles. Les débits instantanés maximaux (QIX 2 et QIX 5) valent respectivement 180 et 220 m3/s. Le QIX 10 est de 250 m3/s, le QIX 20 de 270 m3/s et le QIX 50 de 310 m3/s.
Le débit instantané maximal enregistré à la station de Reyvroz a été de 273 m3/s le 1er juin 1963, tandis que la valeur journalière maximale était de 229 m3/s le 22 septembre 1968. En comparant la première de ces valeurs à l'échelle des QIX de la rivière, il ressort que cette crue de juin 1963 était d'ordre vicennal, et donc pas du tout exceptionnelle.

### Lame d'eau et débit spécifique
La Dranse est une rivière extrêmement abondante, alimentée par des précipitations elles aussi abondantes, dans la région des Alpes du nord. La lame d'eau écoulée dans son bassin versant est de 1 285 millimètres annuellement, ce qui est très élevé, plus de trois fois supérieur à la moyenne d'ensemble de la France. Le débit spécifique de la rivière atteint 40,7 litres par seconde et par kilomètre carré de bassin.

## Aménagement et écologie

### Population piscicole
La Dranse abrite une population autochtone d'origine
méditerranéenne de truites farios ainsi que des chabots. La pêche y est réglementée par l'AAPPMACG (Association agréée pour la pêche et la protection du milieu aquatique du Chablais-Genevois).